# 搅乳海

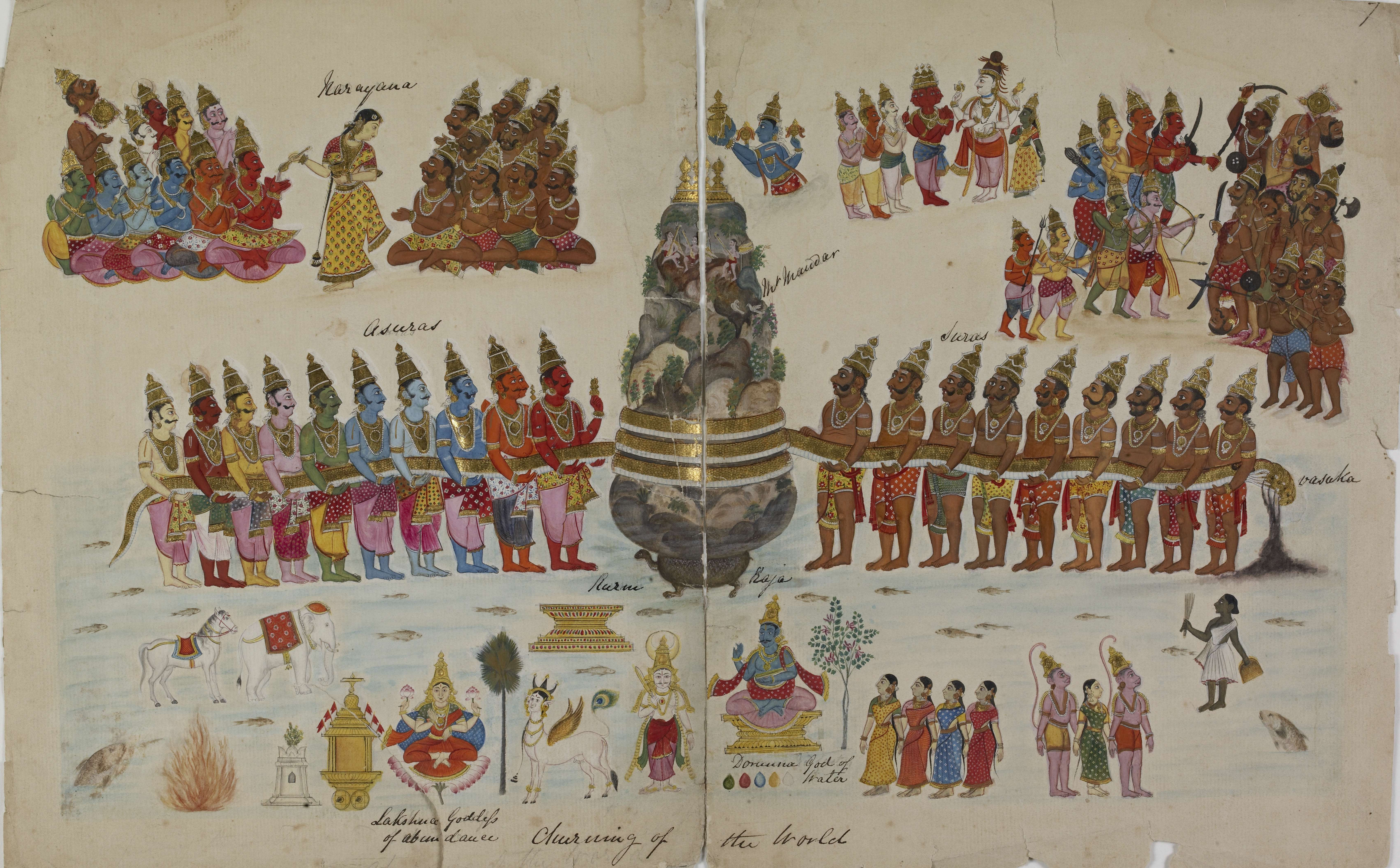
乳海翻腾

搅乳海又稱搅拌乳海、乳海翻騰、乳海攪拌（羅馬化：Samudra Manthana），是印度教著名的创世神话故事。可见于《摩诃婆罗多》《往世书》《罗摩衍那》。

## 传说
印度神话中，神祇也有生老病死，众神一直被这个问题所困扰。然而就在众神所居住的宇宙中心，有著乳海，乳海中蕴藏着可让众神长生不老的甘露。
善神（提婆）們和恶神（阿修罗）們在一次激烈的争执后，约定一同搅拌乳海，取得长生不老的甘露，然后均分。毗湿奴让大家把草药投入乳海；以曼達羅山（Mandara）作为搅海的杵；毗湿奴自己化身为巨龟俱利摩沉入海底，作为承托搅杵的支点承受搅杵的重量；以龙王婆苏吉的身体，作为缠绕在曼達羅山上搅杵的搅绳。九十二个阿修罗持蛇头，八十八个提婆持蛇尾，以轮流拨动巨蛇身体的方式，一起搅拌乳海。
经过千年的搅拌，在乳海翻腾的过程中，各种新的生命和宝物随之诞生，最后被众神瓜分。其中包括一隻香洁牝牛、谷酒女神伐楼尼（Varuṇī）、乐园大香树、成为因陀罗坐騎的三頭神象、成为毗湿奴妻子的吉祥天女、魚、蝦、鱷魚、龍、蛇、龜等。靠近曼達羅山的生命，则因海水搅拌的剧烈而纷纷死亡。而巨蛇也因忍受不了翻搅的疼痛而口吐大量毒液。这毒液足以毁灭三界，情势危急。于是众神向湿婆求助。湿婆不忍众生受苦，只得硬生生将毒液吞入口中。而湿婆的妻子雪山女神扼住了湿婆的喉咙，阻止了毒液进入湿婆的身体。最终三界得以保存，但是湿婆的喉咙被毒液灼成了青紫色，因此湿婆又被称为青喉者（Nīlakaṇṭha）。
最后，甘露终于出现了，却出现在靠近阿修罗的这一边，被意图独占的阿修罗率先抢走。阿修罗刚要饮用，毗湿奴担心阿修罗喝了甘露后对诸善神不利，于是化身为无酰尼。阿修罗们看得魂不守舍，忘记了手中的甘露，提婆们趁机夺回甘露，一一服用，获得了长生不老。
一个神志较为清醒的阿修罗天光眼看甘露要被善神們喝完，于是偷偷变化成善神的模样，混在队中喝了一口甘露。他的行为被日神和月神发现，马上报告给毗湿奴。毗湿奴在甘露尚未经过天光喉咙的时候，将天光的头砍下。天光的身体（计都）马上死去，但他的头（罗睺）因喝过甘露得以长生不死。罗睺知道是日神苏利耶和月神旃陀罗打的小报告，害他功亏一篑，为了报仇，他一直追着日神和月神。偶尔追上，就把日神和月神吞食入口中，造成日蝕和月蝕。而当日月从他没有身体敞开的喉咙跑出来时，蚀便完结。

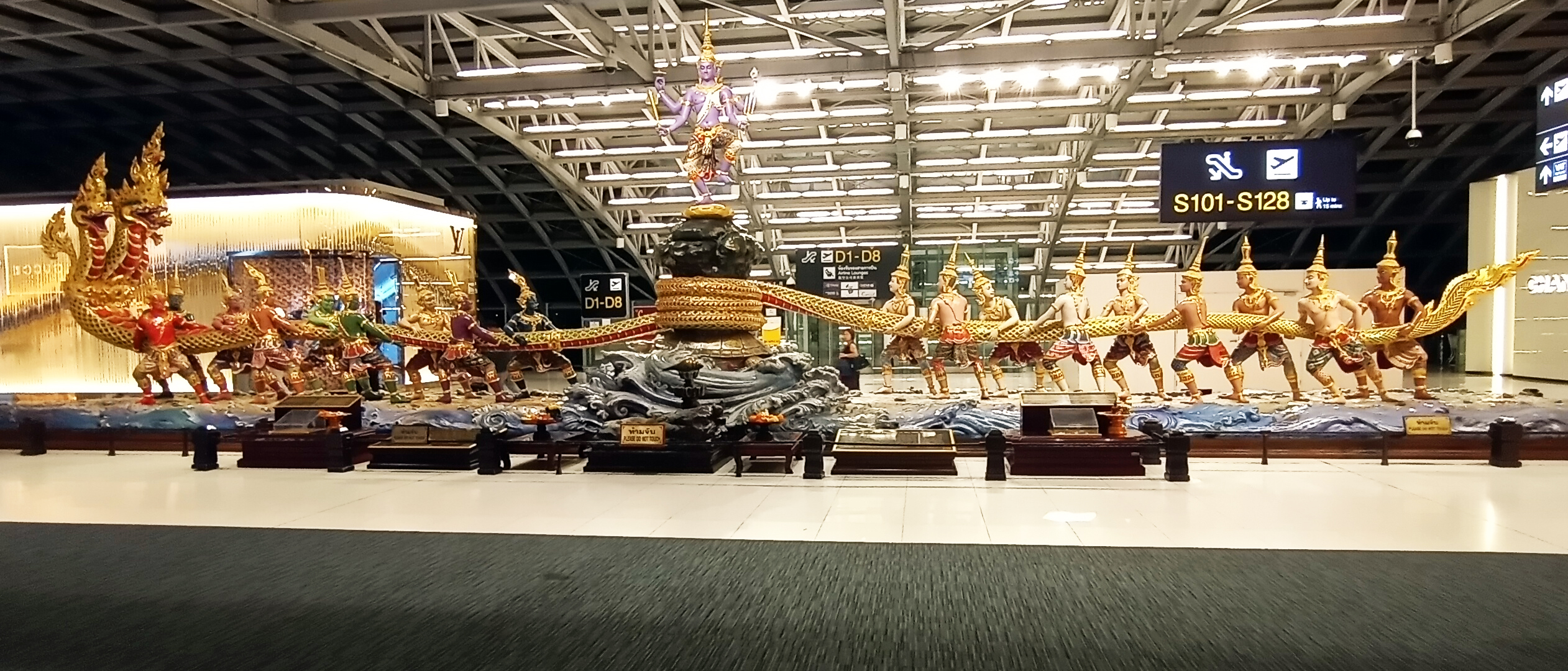
泰国曼谷蘇凡納布機場搅乳海雕塑